# Juan José Pujana
Juan José Pujana Arza (Bilbao, 13 de enero de 1943-Elorrio, 2 de febrero de 2022) fue un político del español que durante su carrera fue presidente del Parlamento Vasco en su primera y segunda legislatura tras la transición política (1980-1987).

## Biografía
Licenciado en Derecho, miembro primero del Partido Nacionalista Vasco y, más tarde, uno de los fundadores de Eusko Alkartasuna, fue Consejero de Ordenación Territorial, Urbanismo y Medio Ambiente del Consejo General Vasco durante el periodo preautonómico (1978-1980) en sustitución de Juan Ajuriaguerra y siendo presidente del Consejo General Vasco Ramón Rubial. Fue elegido diputado al Parlamento Vasco en las tres primeras legislaturas (1980-1990), y Presidente del mismo hasta 1987. En la tercera y cuarta legislatura de España fue designado senador por la comunidad autónoma del País Vasco (1987-1991).
Desde su abandono de la actividad política institucional fue coordinador general de Musikene, el Centro Superior de Música del País Vasco, traductor de obras clásicas al euskera y miembro de la Real Sociedad Bascongada de Amigos del País.